# Yew Tree Tarn
Der Yew Tree Tarn ist ein See im Lake District, Cumbria, England. Der See ist natürlichen Ursprungs, er wurde aber in den 1930er Jahren von James Marshall mit einem Damm weiter aufgestaut. Der Guards Beck bildet den Zufluss des Sees im Norden. Der Yew Tree Beck ist sein Abfluss im Süden.